# Forteresse de Stettin

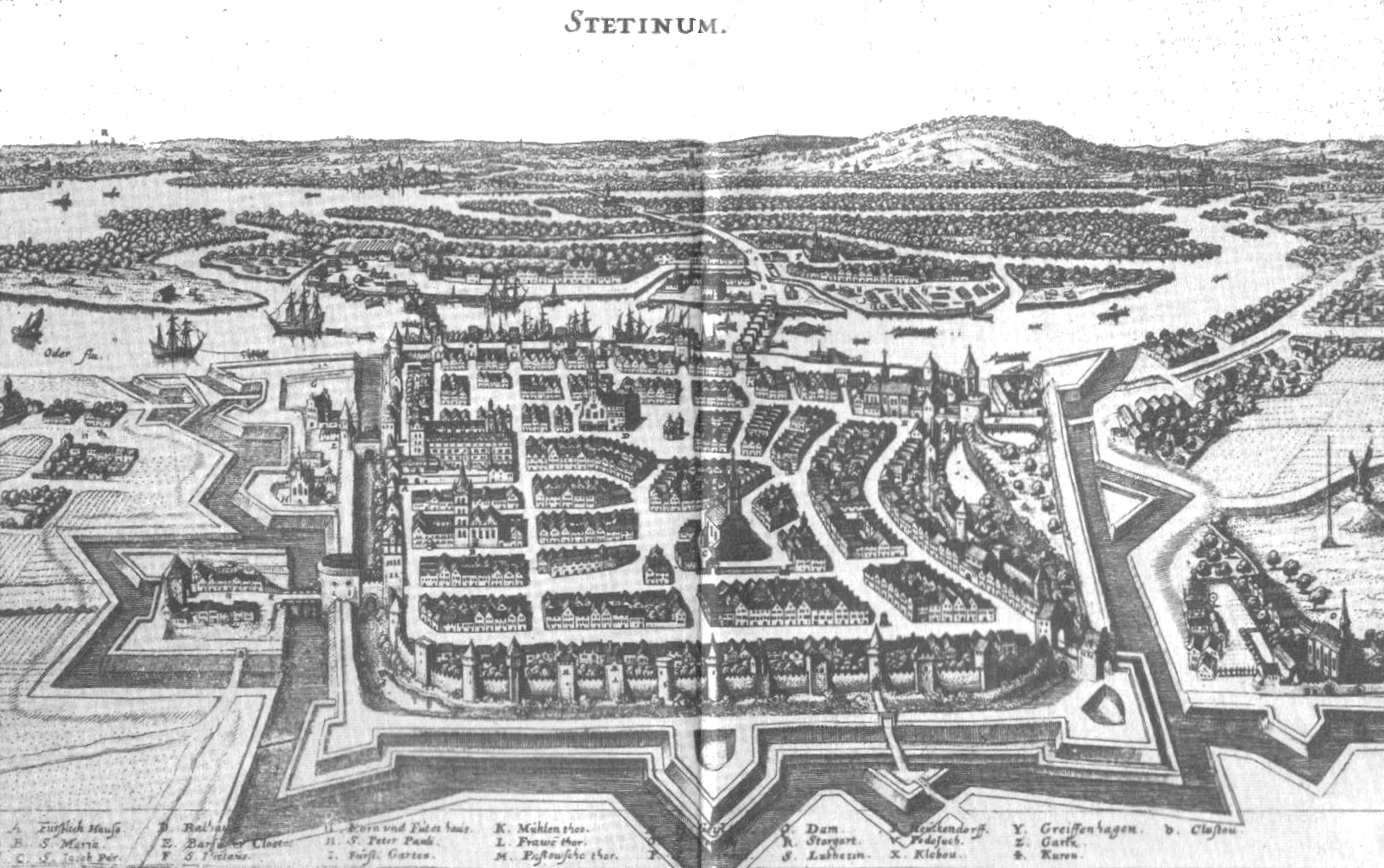
La ville de Stettin, agrandie en forteresse, 1642

Carte de la forteresse de Stettin (vers 1820)

La forteresse de Stettin est le nom donné à l'extension en forme de forteresse de l'enceinte de la ville de Stettin.

## Histoire
À la fin de la guerre de Trente Ans, la Suède reçoit la Poméranie suédoise dans la paix de Westphalie sur la côte sud de la mer Baltique. Il l'utilise comme tête de pont stratégique pour sa position hégémonique dans la région de la mer Baltique et pour étendre les revendications suédoises de propriété vers le sud. En conséquence, il agrandit pas à pas l'enceinte de la ville de Stettin comme une forteresse. Stettin est important pour les deux projets, d'une part parce qu'elle est accessible depuis la mer Baltique, et d'autre part parce que le contrôle de l'embouchure de l'Oder lui permet de s'étendre jusqu'au fin fond du Brandebourg. La forteresse constitue donc une menace latente pour le Brandebourg.
En août 1676, Stettin est assiégée (de) pendant la guerre de Scanie. Les Brandebourgeois doivent cesser leurs efforts mal préparés pour la ville dès le 16 novembre 1676 et retourner dans leurs quartiers d'hiver. Ils reprennent le siège début juillet 1677. Cette fois, un bombardement d'artillerie continu de six mois est couronné de succès et les Suédois se rendent le 26 décembre 1677. Avec la chute de la forteresse de Stettin, L'électeur Frédéric-Guillaume peut faire son entrée solennelle dans le château de Stettin. Grâce à ce gain et aussi grâce au siège réussi de Stralsund en 1678, la tête de pont stratégique sur la côte sud de la mer Baltique est enlevée aux Suédois. Cependant, en 1679, Frédéric-Guillaume doit restituer à la Suède tous les territoires conquis en Poméranie suédoise avant la fin de l'année, lors de la paix défavorable de Saint-Germain. La Suède doit appliquer le traité de frontière de 1653, selon lequel elle doit renoncer aux bandes de terre situées sur la rive droite de l'Oder, à l'exception de Damm et Gollnow, au profit du Brandebourg. La Suède renonce à percevoir des droits de douane maritimes à l'embouchure de l'Oder. Lors de la signature du traité, l'électeur brandebourgeois Frédéric-Guillaume, furieux, aurait écrit " Exoriare aliquis nostris ex ossibus ultor ! "(en allemand : "Rächer, erstehe du ich einst meiner Gebeinen !") une citation de l'Énéide de Virgile. Et en effet, son petit-fils, Frédéric-Guillaume Ier, poursuit les ambitions de son grand-père d'acquérir la forteresse. Lors de la Grande guerre du Nord en 1713, la forteresse est assiégée avec succès (de) par l'armée prussienne pour la deuxième fois, et cette fois la forteresse tombe définitivement aux mains du Brandebourg-Prusse lors de la paix de Stockholm en 1720.
Frédéric-Guillaume Ier fait construire le fort Guillaume, le fort Léopold, le fort Prusse, entre autres, pour protéger la forteresse du côté de la mer et de l'Oder, ainsi que la porte de Berlin et la porte du roi dans la fortification pour immortaliser son triomphe, qui se sont conservées à ce jour. Grâce au transfert du 7e régiment d'infanterie Stettin reçoit une forte garnison prussienne. Néanmoins, lors de la guerre avec la France en 1806, contrairement à Colberg, qui est assiégée plus tard, la forteresse se rend sans combat aux Français, qui occupent alors Stettin jusqu'en 1813.
Lorsque la révolution industrielle entraîne l'urbanisation de la Poméranie-Occidentale et que l'étroite ceinture de fortifications entrave le développement ultérieur de la ville, elle est démolie en 1875 et la terrasse Haken (de) est construite en 1900 sur le site du fort Léopold. Vers la fin de la Seconde Guerre mondiale, la déclaration de Stettin comme « forteresse » en mars 1945 n'empêche pas empêcher l'Armée rouge de la conquérir.

## Gouverneurs et commandants prussiens

### Gouverneurs
- 1678 Colonel Ernst Gottlieb von Börstel (de), plus tard gouverneur de la citadelle de Magdebourg
- 1672 Adrian Bernhard von Borcke (de), maréchal
- 1741 Christian-Auguste d'Anhalt-Zerbst, maréchal
- 1746 Auguste-Guillaume de Brunswick-Bevern, général d'infanterie
- 1781 Levin Friedrich von Hacke (de), lieutenant général
- 1785 Johann Georg Wilhelm von Keller (de), lieutenant général
- 1786 Matthias Wilhelm von Below (de), lieutenant général
- 1799 Friedrich Gisbert Wilhelm von Romberg, lieutenant général

### Commandants
- 1729 Christian-Auguste d'Anhalt-Zerbst, plus tard gouverneur
- 1741 Heinrich Karl von der Marwitz (de), lieutenant général
- 1741 Carl Wilhelm von Bredow (de), général de division
- 1747 Christian Gottfried von Uchtländer (de), général de division
- 1752 Hans Otto von Treskow (de), général de division
- 1754 Georg Friedrich von Amstel (de), général de division
- 1762 Constantin Guido von Podewils (de), général de division
- 1762 Nikolaus Lorenz von Puttkamer (de), lieutenant général
- 1783 Johann Georg Ferdinand von Damm (de), général de division
- 1797 Kurd Gottlob von Knobelsdorff, général de division
- 1806–1813 Occupation française
- 1813 Christian Friedrich Wilhelm von Ploetz (de), général de division
- 1814 Constantin von Lossau, général de division, plus tard gouverneur de Dantzig
- 1815 Friedrich Adolf Ludwig von Bismarck (de), général de division
- 1816 August Hiller von Gaertringen, général de division, commandant, anciennement Minden
- 1817 Karl August Adolf von Krafft, lieutenant général
- 1825 Konstantin von Zeppelin (de), général de division
- 1864 Franz von Boehn (de)
- 1868 Alexander von Freyhold (de), lieutenant général
- 1872 Leo von der Osten-Sacken (de), général de division/lieutenant général
- 1875 Georg von Ferentheil und Gruppenberg (de), général de division/lieutenant général

### 2ecommandant
- 1816–1832 : Johann Joseph Franz Maximilian von Brixen (de), général de division
- 1834–1845 : Ludwig von der Schleuse (de), général de division